# MediaWorks
ASCII Media Works (japanska: アスキー・メディアワークス, Asukii Mediawokusu?) var ett japanskt förlag grundat 1992. Förlaget har bland annat publicerat manga i tidnings- och bokform. Förlaget, som mest var känt för sina Dengeki-tidningar, ingår i den japanska Kadokawa-koncernen.
Mars 2013 meddelades att Kadokawa-koncernen beslutat att slå samman nio av dess dotterbolag till ett – under namnet Kadokawa. Bland de sammanslagna bolagen fanns ASCII Media Works, Enterbrain, Media Factory och Kadokawa Shoten.

## Dengeki-tidningar (urval)
- Dengeki Comic Gao! (電撃コミック ガオ!)
- Dengeki Daioh (電撃大王)
- Dengeki Nintendo DS
- Dengeki PS2